# Черемошня (Московская область)
Черемошня — деревня в Зарайском районе Московской области, в составе муниципального образования сельское поселение Струпненское (до 29 ноября 2006 года входила в состав Алферьевского сельского округа), деревня связана автобусным сообщением с райцентром и соседними населёнными пунктами.

## Население
| 2002 | 2006 | 2010 |
| ---- | ---- | ---- |
| 12   | ↗13  | ↘7   |

## География
Черемошня расположена в 14 км на юго-запад от Зарайска, на малой реке Дмитровка бассейна реки Осётр, высота центра деревни над уровнем моря — 169 м.

## История
Черемошня впервые, как пустошь Черемошня, упоминается в Писцовых книгах XVII века, до 27 апреля 1923 входила в состав Каширского уезда Тульской губернии. Черемошня с 1832 года принадлежала родителям Фёдора Михайловича Достоевского, где писатель провёл своё детство. В 1877 году писатель посетил места своего детства, посетив и Черемошню. В 1862 году в деревне числилось 27 дворов и 312 жителей, в 1926 году — 65 дворов и 298 жителей. Согласно переписи 1926 года в деревне числился 31 двор и 154 жителя, в 1929 году был образован колхоз «Свобода», с 1950 года — в составе колхоза им. маршала К. А. Мерецкова, в последние годы — в составе опытно-производственного хозяйства им. Мерецкова.